# Акімова Ірина Михайлівна
Іри́на Миха́йлівна Акі́мова (* 24 квітня 1960, Харків) — український політик і державний діяч. Кандидат економічних наук, до Революції гідності 2014 р.: перший заступник Глави Адміністрації Президента України, виконавчий секретар Комітету з економічних реформ при Президентові України, генеральний директор аналітичного центру «Бюро економічних та соціальних технологій»; доцент економічного факультету Харківського технічного університету «ХПІ». Зараз позиціонує себе як художник.

## Життєпис
Народилася 24 квітня 1960 року у Харкові.
Освіта: вища — економічний факультет Харківський національний університет імені В. Н. Каразіна (1982).
Член Партії регіонів з жовтня 2007.
Народний депутат України 6-го скликання з листопада 2007 до березня 2010 від Партії регіонів, № 63 в списку. На час виборів: генеральний директор аналітичного центру «Бюро економічних та соціальних технологій» (місто Київ), безпартійна. До призначення Першим заступником Глави Адміністрації Президента України була членом фракції Партії регіонів (з листопада 2007), заступником голови Комітету з питань економічної політики (з грудня 2007).
Працювала: директор Інституту економічних досліджень та політичних консультацій (Київ), старший науковий співробітник Центру економічних досліджень Варшавського університету, науковий працівник департаменту Маґдебурзького університету, директор аналітично-дорадчого центру ООН «Блакитна стрічка».
25 лютого 2010 призначена першим заступником голови Адміністрації Президента України.
26 лютого 2010 року як Перший заступник Глави Адміністрації Президента України призначена виконавчим секретарем Комітету з економічних реформ при Президентові України.
16 березня 2010 року як Перший заступник Глави Адміністрації Президента України призначена Представником Президента України у Кабмін України.
Стипендіат Фундації Олександра фон Гумбольта, Фольксваґен Штіфтунґ, DAAD, ACCEL.
Після втечі з країни Януковича відійшла від активного життя і займається малярством.